# Isis reticulata
Isis reticulata is een zachte koraalsoort uit de familie Isididae. De koraalsoort komt uit het geslacht Isis. Isis reticulata werd in 1910 voor het eerst wetenschappelijk beschreven door Nutting. 